# Селім (Карс)
Селім (тур. Selim) — місто та район в провінції Карс (Туреччина).
Населення — 4 935 (2008)